# Управління НБУ в Чернігівській області
Управлі́ння НБУ в Черні́гівській о́бласті — філія (територіальне управління) Національного банку України у Чернігівській області.
Управління створене у лютому 1992 року. Територіальне управління є структурним підрозділом Національного банку України без статусу юридичної особи. Баланс Управління є складовою консолідованого балансу Національного банку. Завдання та функції філії Національного банку визначаються Положенням, затвердженим Правлінням Національного банку України.

### Основні завдання та функції
- Проведення грошово-кредитної політики, що спрямована на підтримування внутрішньої і зовнішньої стабільності грошової одиниці України, зміцнення банківської системи й ефективне управління грошово-кредитним ринком.
- Здійснення контролю за розвитком валютного ринку та роботою банків на ринку цінних паперів.
- Організація розрахунків у порядку, установленому Національним банком.
- Проведення емісійно-касової роботи, спрямованої на безперебійне та своєчасне забезпечення банків готівкою та здійснення касового обслуговування органів Державного казначейства України.
- Підготовка та подання Національному банку фінансової та статистичної звітності за результатами своєї діяльності.
- Розгляд запитів банків, суб'єктів підприємницької діяльності, фізичних осіб і правоохоронних органів з питань грошово-кредитної та валютної політики, грошового обігу, банківського нагляду, валютного контролю та ліцензування, бухгалтерського обліку, відкриття рахунків і організації розрахунків та звітності, з інших питань банківської діяльності та надання на них відповідей.
- Здійснення контролю за поданням банками фінансової та статистичної звітності Національному банку та аналіз економічних показників за результатами їх діяльності.
- Забезпечення, у межах функціональних обов'язків, виконання вимог законодавства, спрямованого на боротьбу зі злочинністю, корупцією, легалізацією (відмиванням) доходів, одержаних злочинним шляхом.

## Будівля
Будинок «Управління НБУ в Чернігівській області», є найстарішою спорудою цієї частини міста (колишні вулиці: Всеволодська, Олександрівська та Магістратська).
Збудований 1799 року на ділянці землі, відчуженій за відповідну компенсацію у купця В. Леонтьєва, зведений за проектом архітектора Антона Карташевського для магістрату. Через що вулиця поряд була названа Магістратською, а навпроти міста, є озеро Магістратське.
Магістратами називали органи місцевого самоврядування, що в багатьох містах вели свій початок від Магдебурського права, статус якого Чернігову було надано 1623 року грамотою польського короля Сигізмунда ІІІ. Через деякий час магістрати були перейменовані у міські думи та проіснували до 1917 року. 
Разом з реорганізацією міського самоуправління, змінювався і зовнішній вид споруди — 1886 року надбудували другий поверх, а у 30-ті роки ХХ ст. розібрали ротонду і звели третій поверх. Нині ця будівля мало чим нагадує первісний магістрат, споруджений понад двісті років тому.
Приміщення Думи було водночас значним громадсько-культурним центром російсько-імперського періоду міста. Починаючи з кінця XIX ст. тут проводились виставки чернігівських художників. 1908 р. було розіграно в лотерею картину Івана Рашевського «Село спить», надану автором на користь місцевого відділення імперського музичного товариства. 
27 грудня 1906 року, в будинку відбулися установчі збори українського товариства «Просвіта», на яких виступили Ілля Шраг та Михайло Коцюбинський.